# Kathryn Beck
Pour les articles homonymes, voir Beck.
 (avril 2024).
La mise en forme du texte ne suit pas les recommandations de Wikipédia : il faut le « wikifier ».
Les points d'amélioration suivants sont les cas les plus fréquents. Le détail des points à revoir est peut-être précisé sur la page de discussion.
- Les titres sont pré-formatés par le logiciel. Ils ne sont ni en capitales, ni en gras.
- Le texte ne doit pas être écrit en capitales (les noms de famille non plus), ni en gras, ni en italique, ni en « petit »…
- Le gras n'est utilisé que pour surligner le titre de l'article dans l'introduction, une seule fois.
- L'italique est rarement utilisé : mots en langue étrangère, titres d'œuvres, noms de bateaux, etc.
- Les citations ne sont pas en italique mais en corps de texte normal. Elles sont entourées par des guillemets français : « et ».
- Les listes à puces sont à éviter, des paragraphes rédigés étant largement préférés. Les tableaux sont à réserver à la présentation de données structurées (résultats, etc.).
- Les appels de note de bas de page (petits chiffres en exposant, introduits par l'outil «  Source ») sont à placer entre la fin de phrase et le point final[comme ça].
- Les liens internes (vers d'autres articles de Wikipédia) sont à choisir avec parcimonie. Créez des liens vers des articles approfondissant le sujet. Les termes génériques sans rapport avec le sujet sont à éviter, ainsi que les répétitions de liens vers un même terme.
- Les liens externes sont à placer uniquement dans une section « Liens externes », à la fin de l'article. Ces liens sont à choisir avec parcimonie suivant les règles définies. Si un lien sert de source à l'article, son insertion dans le texte est à faire par les notes de bas de page.
- La présentation des références doit suivre les conventions bibliographiques. Il est recommandé d'utiliser les modèles {{Ouvrage}}, {{Chapitre}}, {{Article}}, {{Lien web}} et/ou {{Bibliographie}}. Le mode d'édition visuel peut mettre en forme automatiquement les références.
- Insérer une infobox (cadre d'informations à droite) n'est pas obligatoire pour parachever la mise en page.

Pour une aide détaillée, merci de consulter Aide:Wikification.
Si vous pensez que ces points ont été résolus, vous pouvez retirer ce bandeau et améliorer la mise en forme d'un autre article.
Kathryn Beck (née le 1er mars 1986) est une actrice australienne de télévision et de théâtre. En 2007, elle a joué le rôle de Lily Nelson dans le feuilleton Home and Away et l'année suivante, elle est apparue dans East of Everything. En 2013, Beck a commencé à apparaître dans Neighbours en tant que Gemma Reeves. pour au final rejoindre le casting de Wentworth en 2014.

## Biographie
Elle est née à Brisbane, Queensland, et grandit à Wellington Point, une banlieue de Redland City. Kathryn Beck fréquente l'Alexandra Hills State High School ou elle y étudie l'art dramatique à l'Université de technologie du Queensland. Elle figure dans une campagne publicitaire pour "Twister" de KFC, avant son déménager à Sydney pour ensuite décrocher le rôle dans Home and Away. En 2008, elle incarne Lizzy Dellora dans la série dramatique ABC1 East of Everything. En 2010, Beck joue le rôle principal du long métrage à grand succès The Little Things réalisé par Nell McGregor.
Elle joue dans des pièces de théâtre pour la Griffin Theatre Company, notamment King Tide de Katherine Thomson en 2007 et finit par faire partie du casting de Neighbours dans le rôle de Gemma Reeves en 2013. Beck figure par la suite dans la deuxième saison du drame carcéral Wentworth en 2014. Elle joue notamment un médecin dans la comédie Cooped Up.

## Vie privée
Kathryn Beck est mariée et mère d'une fille. En novembre 2018, elle est contrainte de quitter sa maison à Malibu en raison de l'incendie de Woolsey.

## Filmographie

### Film
| Année | Titre                                | Rôle                        | Remarques                              |
| ----- | ------------------------------------ | --------------------------- | -------------------------------------- |
| 2005  | Mosaïque                             | Jeune Candice               |                                        |
| 2009  | Subdivision                          | Dale Kelly                  |                                        |
| 2010  | Les petites choses                   | Dee O'Keefe                 |                                        |
| 2011  | Homme brûlant                        | Marti                       |                                        |
| 2012  | Ne convient pas pour les enfants     | Becky Kincaid               |                                        |
| 2012  | Les aventures de Scooter le Pingouin | Chérie Starling Shawntelle  | Film directement en vidéo ; rôle vocal |
| 2013  | Ces dernières heures                 | Vicky                       |                                        |
| 2013  | Visez haut la création               | Catherine Beck              |                                        |
| 2014  | Serrures d'amour                     | Sortie                      | Segment : « Majuscule L »              |
| 2015  | Super Génial !                       | Guy Edmonds et Matt Zeremes |                                        |
| 2016  | Follement                            | Femme                       | Segment : "Après la naissance"         |

| Année     | Titre                                      | Rôle           | Remarques                                   |
| --------- | ------------------------------------------ | -------------- | ------------------------------------------- |
| 2007      | À la maison et à l'extérieur               | Lily Nelson    | 4 épisodes (saison 20)                      |
| 2007      | Photos de Chandon                          | Sherbert       | Épisode : "Cousins"                         |
| 2008 – 09 | À l'est de tout                            | Lizzy Dellora  | Rôle principal, 13 épisodes                 |
| 2008      | Roussi                                     | Emilie Francia | Film télévisé Nine Network                  |
| 2009      | Tous les saints                            | Marina Lire    | Épisode : "À la réflexion..."               |
| 2012      | Blues de la puberté                        | Ginny          | Épisode 1.4                                 |
| 2013      | Camp                                       | Véronique      | Épisode : "CIT pendant la nuit"             |
| 2013      | Jeux de pouvoir : la guerre Packer-Murdoch | Anoushka       | Mini-série, 2 épisodes                      |
| –         | Voisins                                    | Gemma Reeves   | Rôle récurrent (saisons 29-30), 16 épisodes |
| 2014      | Wentworth                                  | Ciel Pierson   | Rôle récurrent (saison 2), 12 épisodes      |
| 2016      | Enfermé                                    | Emilie         | Téléfilm                                    |

- 2005 : Fumeuse passive dans le rôle de Beth
- 2009 : Bénéfice en tant que Karina
- 2010 : L'existence improbable de Lily Bell dans le rôle de Lily
- 2010 : Falling Fowl dans le rôle de Stephine Fowl
- 2011 : Collision en tant que Mia
- 2012 : Amour sans titre
- 2013 : Cerf-volant dans le rôle de Sara
- 2013 : premier rendez-vous
- 2014 : Tordu la fille
- 2014 : Papa plat Erica
- 2015 : Ces dernières heures en tant que Vicky
- 2015 : Batman et Jimbo dans le rôle de Kath
- 2015 : The Gap en tant que Theresa